# ラードゥジヌイ (ウラジーミル州)
座標: 北緯56度0分 東経40度20分 / 北緯56.000度 東経40.333度

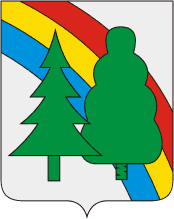
ラードゥジヌイ市章

ラードゥジヌイ（ロシア語:Ра́дужныйラードゥジュヌィイ）は、ロシアのヴラジーミル州にある町。人口は1万7569人（2021年）。州都ウラジーミルから南へ25km離れており、クリャージマ川にいくつかの支流（Pol, Buzha, Uzhbol）が流れ込む所にある。周囲は沼地や深い森林に囲まれている。
軍用の研究所が置かれ閉鎖行政地域組織（閉鎖都市、ZATO）となっている。行政的にはヴラジーミル州により直接管轄されている。

## 歴史

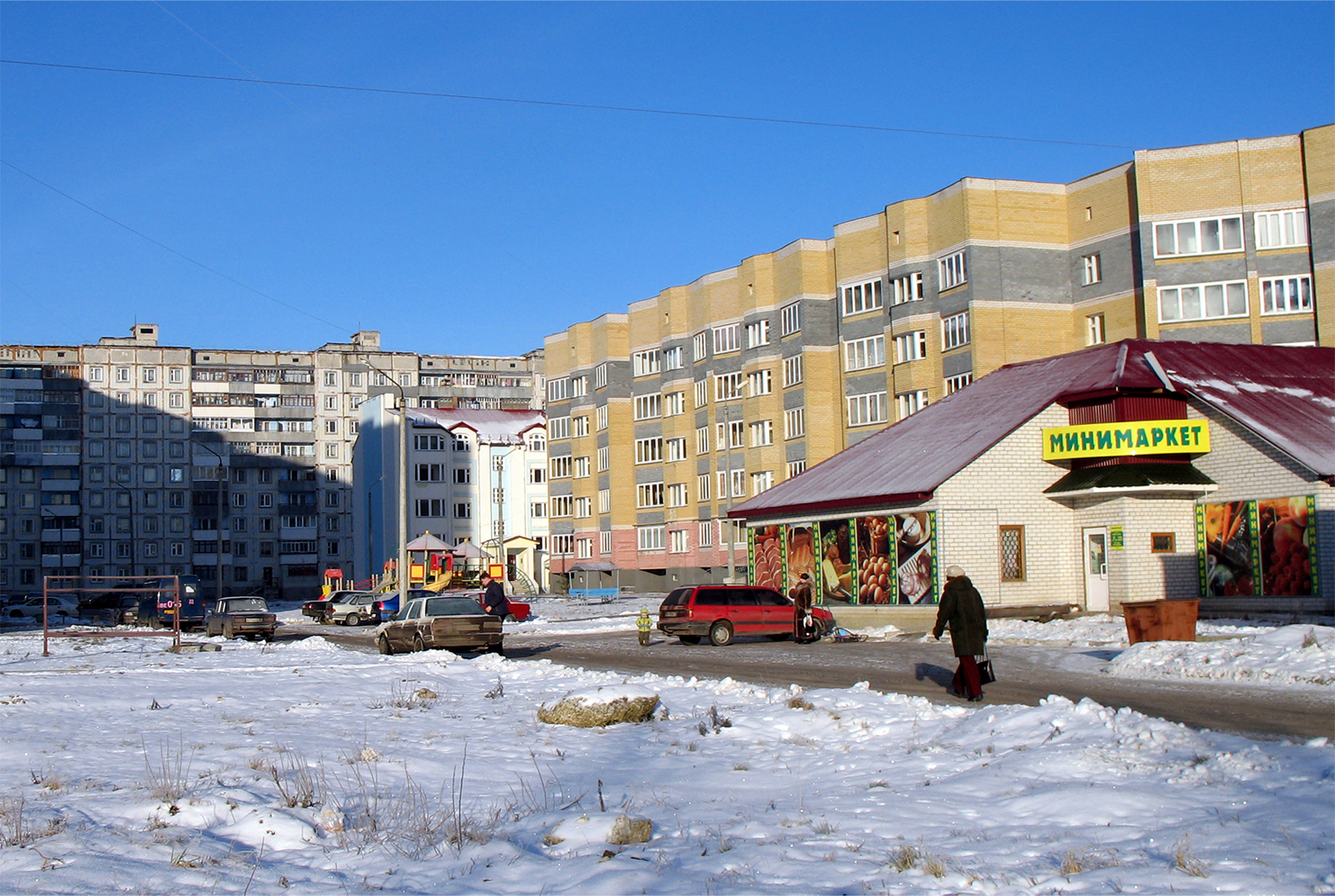
ラードゥジヌイの住宅地

1971年、レーザーの軍事利用を研究する「ラードゥガ設計局」が、機密を考慮して深い森の中に研究所を作り、周囲に研究員とその家族のための団地や病院、学校などを建設した。ラードゥジヌイでは町の誕生日を1971年2月25日としている。1977年にはこの住宅地は都市型集落（町）の地位を与えられ、「ウラジーミル30」（ロシア語: Влади́мир-30）のコードネームで呼称される様になった。
1991年には市に昇格し、併せてラードゥガ設計局の名にちなんで「ラードゥジヌイ」という地名が与えられた（ラードゥガはロシア語で「虹」を意味する）。1993年以降、設計局はロシア連邦国立レーザー研究実験センター「ラードゥガ」へと組織換えされた。ソビエト連邦の崩壊後の1990年代は街の財政は非常に低迷したが、1990年代末から政府の援助が増加し、新たな住宅開発や研究施設の増設なども続いている。